# Campionat del món d'handbol masculí de 2023
El XXVIII Campionat del Món d'Handbol Masculí es va celebrar conjuntament a Polònia i a Suècia entre l'11 i el 29 de gener de 2023, sota l'organització de la Federació Internacional d'Handbol (IHF). 32 seleccions es van disputar el títol mundial. La selecció de Dinamarca va guanyar la final contra la selecció de França per 34 a 29 i es va proclamar per tercera vegada consecutiva, campiona del món d'handbol. És la primera selecció en la història de la competició que aconsegueix guanyar el Mundial tres vegades seguides. A més els danesos, van aconseguir una plaça pels Jocs Olímpics de París de 2024 i també la classificació pel Campionat del Món del 2025. La tercera posició va ser per la selecció d'Espanya, qui va derrotar a Suècia per 39 a 36.
El danès Mathias Gidsel va ser escollit com a millor jugador del torneig, sent el 2n jugador danès de la història en aconseguir-ho, després del seu company d'equip Mikkel Hansen, qui va ser escollit en els passats mundials d'Egipte 2021 i Dinamarca/Alemanya 2019. Així doncs, fou la 3a vegada consecutiva que un jugador danès guanyava aquest premi. A més Gidsel es va convertir en el segon jugador de la història, que va aconseguir el premi MVP (Jugador més valuós, en les sigles en anglès) i ser el màxim golejador del torneig. D'altra banda, l'alemany Andreas Wolff va ser el porter amb més pilotes salvades del torneig, mentre que el seu compatriota Juri Knorr va ser guardonat amb el premi de millor jugador jove del torneig.

## Classificació
| Competició                         | Data                            | Seu                | Places | Equips classificats                                                                     |
| ---------------------------------- | ------------------------------- | ------------------ | ------ | --------------------------------------------------------------------------------------- |
| Països amfitrions                  | 6 novembre 2015                 | Sochi, Rússia      | 2      | Polònia Suècia                                                                          |
| Campionat del Món                  | 13-31 gener 2021                | Egipte             | 1      | Dinamarca                                                                               |
| Campionat Europeu                  | 13-30 gener 2022                | Hongria Eslovàquia | 3      | França Noruega Espanya                                                                  |
| Campionat d'Àsia                   | 18-31 gener 2022                | Aràbia Saudita     | 5      | Bahrain Iran Qatar Aràbia Saudita Corea del Sud                                         |
| Campionat sud-americà i central    | 25-29 gener 2022                | Brasil             | 4      | Argentina Brasil Xile Uruguai                                                           |
| Classificació europea              | 7 novembre 2021 - 16 abril 2022 | Vàries             | 9      | Bèlgica Croàcia Alemanya Hongria Islàndia Montenegro Macedònia del Nord Portugal Sèrbia |
| Campionat nord-americà i del Carib | 26-30 juny 2022                 | Mèxic              | 1      | Estats Units                                                                            |
| Campionat d'Àfrica                 | 11-18 juliol 2022               | Egipte             | 5      | Algèria Cap Verd Egipte Marroc Tunísia                                                  |
| Invitació                          | 28 juny 2022                    | -                  | 2      | Països Baixos Eslovènia                                                                 |

## Ronda Preliminar
Tots els partits es jugaven en hora local (UTC+1)
Els tres primers de cada grup van avançar cap a la Ronda Principal. Els últims de cada grup jugaven entre sí la Presidents Cup, pels llocs 25 a 32.

### Grup A
| Posició | Equip      | J | G | E | P | GF | GC | DG  | PTS |
| ------- | ---------- | - | - | - | - | -- | -- | --- | --- |
| 1       | Espanya    | 3 | 3 | 0 | 0 | 99 | 73 | +26 | 6   |
| 2       | Montenegro | 3 | 2 | 0 | 1 | 94 | 94 | 0   | 4   |
| 3       | Iran       | 3 | 1 | 0 | 2 | 78 | 93 | -15 | 2   |
| 4       | Xile       | 3 | 0 | 0 | 3 | 83 | 94 | -11 | 0   |

###### Resultats
| Data          | Hora  | Partit     | Partit | Partit     | Resultat |
| ------------- | ----- | ---------- | ------ | ---------- | -------- |
| 12 Gener 2023 | 18:00 | Xile       | Vs     | Iran       | 24 - 25  |
| 12 Gener 2023 | 20:30 | Espanya    | Vs     | Montenegro | 30 - 25  |
| 14 Gener 2023 | 18:00 | Montenegro | Vs     | Iran       | 34 - 31  |
| 14 Gener 2023 | 20:30 | Espanya    | Vs     | Xile       | 34 - 26  |
| 16 Gener 2023 | 18:00 | Montenegro | Vs     | Xile       | 35 - 33  |
| 16 Gener 2023 | 20:30 | Iran       | Vs     | Espanya    | 22 -35   |

Tots els partits del grup es van jugar al Tauron Arena de Cracòvia

### Grup B
| Posició | Equip          | J | G | E | P | GF  | GC  | DF  | PTS |
| ------- | -------------- | - | - | - | - | --- | --- | --- | --- |
| 1       | França         | 3 | 3 | 0 | 0 | 102 | 68  | +24 | 6   |
| 2       | Eslovènia      | 3 | 2 | 0 | 1 | 96  | 77  | +19 | 4   |
| 3       | Polònia        | 3 | 1 | 0 | 2 | 74  | 82  | -8  | 2   |
| 4       | Aràbia Saudita | 3 | 0 | 0 | 3 | 66  | 101 | -35 | 0   |

###### Resultats
| Data          | Hora  | Partit         | Partit | Partit         | Resultat |
| ------------- | ----- | -------------- | ------ | -------------- | -------- |
| 11 Gener 2023 | 21:00 | França         | Vs     | Polònia        | 26 - 24  |
| 12 Gener 2023 | 18:00 | Aràbia Saudita | Vs     | Eslovènia      | 19 - 33  |
| 14 Gener 2023 | 18:00 | França         | Vs     | Aràbia Saudita | 41 - 23  |
| 14 Gener 2023 | 20:30 | Polònia        | Vs     | Eslovènia      | 23 - 32  |
| 16 Gener 2023 | 18:00 | Eslovènia      | Vs     | França         | 31 - 35  |
| 16 Gener 2023 | 20:30 | Polònia        | Vs     | Aràbia Saudita | 27 - 24  |

Tots els partits del grup es van jugar al complexe de Spodek a Katowice

### Grup C
| Posició | Equip    | J | G | E | P | GF  | GC  | DG  | PTS |
| ------- | -------- | - | - | - | - | --- | --- | --- | --- |
| 1       | Suècia   | 3 | 3 | 0 | 0 | 107 | 57  | +52 | 6   |
| 2       | Brasil   | 3 | 2 | 0 | 1 | 83  | 78  | +5  | 4   |
| 3       | Cap Verd | 3 | 1 | 0 | 2 | 88  | 89  | -1  | 2   |
| 4       | Uruguai  | 3 | 0 | 0 | 3 | 61  | 115 | -54 | 0   |

###### Resultats
| Data          | Hora  | Partit   | Partit | Partit   | Resultat |
| ------------- | ----- | -------- | ------ | -------- | -------- |
| 12 Gener 2023 | 18:00 | Cap Verd | Vs     | Uruguai  | 33 - 25  |
| 12 Gener 2023 | 20:30 | Suècia   | Vs     | Brasil   | 26 - 18  |
| 14 Gener 2023 | 18:00 | Brasil   | Vs     | Uruguai  | 35 - 24  |
| 14 Gener 2023 | 20:30 | Suècia   | Vs     | Cap Verd | 34 - 27  |
| 16 Gener 2023 | 18:00 | Brasil   | Vs     | Cap Verd | 30 - 28  |
| 16 Gener 2023 | 20:30 | Uruguai  | Vs     | Suècia   | 12 - 47  |

Tots els partits del grup es van jugar al Scandinavium Arena a Goteborg

### Grup D
| Posició | Equip         | J | G | E | P | GF | GC  | DG  | PTS |
| ------- | ------------- | - | - | - | - | -- | --- | --- | --- |
| 1       | Portugal      | 3 | 2 | 0 | 1 | 85 | 74  | +11 | 4   |
| 2       | Islàndia      | 3 | 2 | 0 | 1 | 96 | 81  | +15 | 4   |
| 3       | Hongria       | 3 | 2 | 0 | 1 | 85 | 82  | +3  | 4   |
| 4       | Corea del Sud | 3 | 0 | 0 | 3 | 76 | 105 | -29 | 0   |

###### Resultats
| Data          | Hora  | Partit        | Partit | Partit        | Resultat |
| ------------- | ----- | ------------- | ------ | ------------- | -------- |
| 12 Gener 2023 | 18:00 | Hongria       | Vs     | Corea del Sud | 35 - 27  |
| 12 Gener 2023 | 20:30 | Islàndia      | Vs     | Portugal      | 30 - 26  |
| 14 Gener 2023 | 18:00 | Portugal      | Vs     | Corea del Sud | 32 - 24  |
| 14 Gener 2023 | 20:30 | Islàndia      | Vs     | Hongria       | 28 - 30  |
| 16 Gener 2023 | 18:00 | Corea del Sud | Vs     | Islàndia      | 25 - 38  |
| 16 Gener 2023 | 20:30 | Portugal      | Vs     | Hongria       | 27 - 20  |

Tots els partits del grup es van jugar a l'Arena de Kristianstad.

### Grup E
| Posició | Equip    | J | G | E | P | GF  | GC  | DG  | PTS |
| ------- | -------- | - | - | - | - | --- | --- | --- | --- |
| 1       | Alemanya | 3 | 3 | 0 | 0 | 102 | 81  | +21 | 6   |
| 2       | Sèrbia   | 3 | 2 | 0 | 1 | 103 | 85  | +18 | 4   |
| 3       | Qatar    | 3 | 1 | 0 | 2 | 80  | 89  | -9  | 2   |
| 4       | Algèria  | 3 | 0 | 0 | 3 | 72  | 102 | -30 | 0   |

###### Resultats
| Data          | Hora  | Partit   | Partit | Partit   | Resultat |
| ------------- | ----- | -------- | ------ | -------- | -------- |
| 13 Gener 2023 | 18:00 | Alemanya | Vs     | Qatar    | 31 - 27  |
| 13 Gener 2023 | 20:30 | Sèrbia   | Vs     | Algèria  | 36 - 27  |
| 15 Gener 2023 | 18:00 | Alemanya | Vs     | Sèrbia   | 34 - 33  |
| 15 Gener 2023 | 20:30 | Qatar    | Vs     | Algèria  | 29 - 24  |
| 17 Gener 2023 | 18:00 | Algèria  | Vs     | Alemanya | 21 - 37  |
| 17 Gener 2023 | 20:30 | Qatar    | Vs     | Sèrbia   | 24 - 34  |

Tots els partits del grup es van jugar al complexe de Spodek a Katowice

### Grup F
| Posició | Equip              | J | G | E | P | GF | GC  | DG  | PTS |
| ------- | ------------------ | - | - | - | - | -- | --- | --- | --- |
| 1       | Noruega            | 3 | 3 | 0 | 0 | 98 | 74  | +24 | 6   |
| 1       | Països Baixos      | 3 | 2 | 0 | 1 | 89 | 70  | +19 | 4   |
| 3       | Argentina          | 3 | 1 | 0 | 2 | 75 | 87  | -12 | 2   |
| 4       | Macedònia del Nord | 3 | 0 | 0 | 3 | 77 | 108 | -31 | 0   |

###### Resultats
| Data          | Hora  | Partit             | Partit | Partit             | Resultat |
| ------------- | ----- | ------------------ | ------ | ------------------ | -------- |
| 13 Gener 2023 | 18:00 | Argentina          | Vs     | Països Baixos      | 19 - 29  |
| 13 Gener 2023 | 20:30 | Noruega            | Vs     | Macedònia del Nord | 39 - 27  |
| 15 Gener 2023 | 18:00 | Macedònia del Nord | Vs     | Països Baixos      | 24 - 34  |
| 15 Gener 2023 | 20:30 | Noruega            | Vs     | Argentina          | 32 - 21  |
| 17 Gener 2023 | 18:00 | Macedònia del Nord | Vs     | Argentina          | 26 - 35  |
| 17 Gener 2023 | 20:30 | Països Baixos      | Vs     | Noruega            | 26 - 27  |

Tots els partits del grup es van jugar al Tauron Arena de Cracòvia

### Grup G
| Posició | Equip        | J | G | E | P | GF | GC  | DG  | PTS |
| ------- | ------------ | - | - | - | - | -- | --- | --- | --- |
| 1       | Egipte       | 3 | 3 | 0 | 0 | 96 | 57  | +39 | 6   |
| 2       | Croàcia      | 3 | 2 | 0 | 1 | 98 | 77  | +21 | 4   |
| 3       | Estats Units | 3 | 1 | 0 | 2 | 66 | 102 | -36 | 2   |
| 4       | Marroc       | 3 | 0 | 0 | 3 | 70 | 94  | -24 | 0   |

###### Resultats
| Data          | Hora  | Partit       | Partit | Partit       | Resultat |
| ------------- | ----- | ------------ | ------ | ------------ | -------- |
| 13 Gener 2023 | 18:00 | Marroc       | Vs     | Estats Units | 27 - 28  |
| 13 Gener 2023 | 20:30 | Egipte       | Vs     | Croàcia      | 31 - 22  |
| 15 Gener 2023 | 18:00 | Egipte       | Vs     | Marroc       | 30 - 19  |
| 15 Gener 2023 | 20:30 | Croàcia      | Vs     | Estats Units | 40 - 22  |
| 17 Gener 2023 | 18:00 | Estats Units | Vs     | Egipte       | 16 - 35  |
| 17 Gener 2023 | 20:30 | Croàcia      | Vs     | Marroc       | 36 - 24  |

Tots els partits del grup es van jugar al Husqvarna Garden de Jonkoping.

### Grup H
| Posició | Equip     | J | G | E | P | GF  | GC  | DG  | PTS |
| ------- | --------- | - | - | - | - | --- | --- | --- | --- |
| 1       | Dinamarca | 3 | 3 | 0 | 0 | 113 | 70  | +43 | 6   |
| 2       | Bahrain   | 3 | 1 | 1 | 1 | 78  | 91  | -13 | 3   |
| 3       | Bèlgica   | 3 | 1 | 0 | 2 | 87  | 102 | -15 | 2   |
| 4       | Tunísia   | 3 | 0 | 1 | 2 | 77  | 92  | -15 | 1   |

###### Resultats
| Data          | Hora  | Partit    | Partit | Partit    | Resultat |
| ------------- | ----- | --------- | ------ | --------- | -------- |
| 13 Gener 2023 | 18:00 | Bahrain   | Vs     | Tunísia   | 27 - 27  |
| 13 Gener 2023 | 20:30 | Dinamarca | Vs     | Bèlgica   | 43 - 28  |
| 15 Gener 2023 | 18:00 | Bèlgica   | Vs     | Tunísia   | 31 - 29  |
| 15 Gener 2023 | 20:30 | Dinamarca | Vs     | Bahrain   | 36 - 21  |
| 17 Gener 2023 | 18:00 | Bèlgica   | Vs     | Bahrain   | 28 - 30  |
| 17 Gener 2023 | 20:30 | Tunísia   | Vs     | Dinamarca | 21 - 34  |

Tots els partits del grup es van jugar al Malmo Arena de Malmo

## Presidents Cup
Els últims de cada grup de la Ronda Preliminar van jugar la Presidents Cup, per decidir els llocs del 25 al 32. Hi va haver dos grups de 4 equips cadascun. La posició final en aquest grup, determinava l'emparellament per decidir la posició final del torneig.

### Grup I
| Posició | Equip          | J | G | E | P | GF | GC | DG  | PTS |
| ------- | -------------- | - | - | - | - | -- | -- | --- | --- |
| 1       | Xile           | 3 | 3 | 0 | 0 | 93 | 73 | +20 | 6   |
| 2       | Corea del Sud  | 3 | 2 | 0 | 1 | 97 | 86 | +11 | 4   |
| 3       | Aràbia Saudita | 3 | 1 | 0 | 2 | 74 | 87 | -13 | 2   |
| 4       | Uruguai        | 3 | 0 | 0 | 3 | 81 | 99 | -18 | 0   |

###### Resultats
| Data          | Hora  | Partit         | Partit | Partit         | Resultat |
| ------------- | ----- | -------------- | ------ | -------------- | -------- |
| 18 Gener 2023 | 15:30 | Xile           | Vs     | Aràbia Saudita | 26 - 23  |
| 18 Gener 2023 | 18:30 | Uruguai        | Vs     | Corea del Sud  | 30 - 37  |
| 20 Gener 2023 | 15:30 | Xile           | Vs     | Uruguai        | 34 - 24  |
| 20 Gener 2023 | 18:00 | Aràbia Saudita | Vs     | Corea del Sud  | 23 - 34  |
| 22 Gener 2023 | 13:00 | Corea del Sud  | Vs     | Xile           | 26 - 33  |
| 22 Gener 2023 | 15:30 | Aràbia Saudita | Vs     | Uruguai        | 28 - 27  |

Tots els partits del grup es van jugar al Orlen Arena de Plock

### Grup II
| Posició | Equip              | J | G | E | P | GF  | GC | DG  | PTS |
| ------- | ------------------ | - | - | - | - | --- | -- | --- | --- |
| 1       | Tunísia            | 3 | 3 | 0 | 0 | 93  | 78 | +15 | 6   |
| 2       | Macedònia del Nord | 3 | 2 | 0 | 1 | 108 | 83 | +25 | 4   |
| 3       | Marroc             | 3 | 1 | 0 | 2 | 78  | 97 | -19 | 2   |
| 4       | Algèria            | 3 | 0 | 0 | 3 | 77  | 98 | -21 | 0   |

###### Resultats
| Data          | Hora  | Partit             | Partit | Partit             | Resultat |
| ------------- | ----- | ------------------ | ------ | ------------------ | -------- |
| 19 Gener 2023 | 15:30 | Algèria            | Vs     | Macedònia del Nord | 25 - 40  |
| 19 Gener 2023 | 18:00 | Marroc             | Vs     | Tunísia            | 25 - 30  |
| 21 Gener 2023 | 15:30 | Algèria            | Vs     | Marroc             | 27 - 28  |
| 21 Gener 2023 | 18:00 | Macedònia del Nord | Vs     | Tunísia            | 28 - 33  |
| 23 Gener 2023 | 15:30 | Tunísia            | Vs     | Algèria            | 30 - 25  |
| 23 Gener 2023 | 18:00 | Macedònia del Nord | Vs     | Marroc             | 40 - 25  |

Tots els partits del grup es van jugar al Orlen Arena de Plock

### Partit per la 31a posició
| 25 Gener 2023 13:00 | Uruguai | 33 - 34 | Algèria | Orlen Arena, Plock, {{{ciutat}}} |
| 25 Gener 2023 13:00 |         |         |         | Orlen Arena, Plock, {{{ciutat}}} |
| 25 Gener 2023 13:00 |         |         |         | Orlen Arena, Plock, {{{ciutat}}} |

### Partit per la 29a posició
| 25 Gener 2023 15:30 | Aràbia Saudita | 32 - 30 | Marroc | Orlen Arena, Plock, {{{ciutat}}} |
| 25 Gener 2023 15:30 |                |         |        | Orlen Arena, Plock, {{{ciutat}}} |
| 25 Gener 2023 15:30 |                |         |        | Orlen Arena, Plock, {{{ciutat}}} |

### Partit per la 27a posició
| 25 Gener 2023 18:00 | Corea del Sud | 33 - 36 | Macedònia del Nord | Orlen Arena, Plock, {{{ciutat}}} |
| 25 Gener 2023 18:00 |               |         |                    | Orlen Arena, Plock, {{{ciutat}}} |
| 25 Gener 2023 18:00 |               |         |                    | Orlen Arena, Plock, {{{ciutat}}} |

### Partit per la 25a posició
| 25 Gener 2023 20:30 | Xile | 26 - 38 | Tunísia | Orlen Arena, Plock, {{{ciutat}}} |
| 25 Gener 2023 20:30 |      |         |         | Orlen Arena, Plock, {{{ciutat}}} |
| 25 Gener 2023 20:30 |      |         |         | Orlen Arena, Plock, {{{ciutat}}} |

## Ronda Principal
S'acumulaven tots els punts aconseguits amb els equips que també passessin de fase, de la Ronda Preliminar. Els dos primers de cada grup van passar als quarts de final.
Els tercers de cada grup es van trobar entre les posicions 9 a 12 del rànquing final. Els quarts de cada grup es van trobar entre les posicions 13 a 16 del rànquing final. Els cinquens de cada grup es van trobar entre les posicions 17 a 20 del rànquing final. Els sisens de cada grup es van trobar entre les posicions 21 a 24 del rànquing final. En cas d'empat en els punts aconseguits, es tenia en compte la diferència de gols en la Ronda Principal i en cas d'empat, es tenia en compte els gols a favor.

### Grup I
| Posició | Equip      | J | G | E | P | GF  | GC  | DG  | PTS |
| ------- | ---------- | - | - | - | - | --- | --- | --- | --- |
| 1       | França     | 5 | 5 | 0 | 0 | 165 | 134 | +31 | 10  |
| 2       | Espanya    | 5 | 4 | 0 | 1 | 149 | 124 | +25 | 8   |
| 3       | Eslovènia  | 5 | 3 | 0 | 2 | 158 | 133 | +25 | 6   |
| 4       | Polònia    | 5 | 2 | 0 | 3 | 123 | 127 | -4  | 4   |
| 5       | Montenegro | 5 | 1 | 0 | 4 | 126 | 154 | -28 | 2   |
| 6       | Iran       | 5 | 0 | 0 | 5 | 125 | 174 | -49 | 0   |

###### Resultats
| Data          | Hora  | Partit     | Partit | Partit     | Resultat |
| ------------- | ----- | ---------- | ------ | ---------- | -------- |
| 18 Gener 2023 | 20:30 | Espanya    | Vs     | Polònia    | 27 - 23  |
| 18 Gener 2023 | 18:00 | França     | Vs     | Montenegro | 35 - 24  |
| 18 Gener 2023 | 15:30 | Iran       | Vs     | Eslovènia  | 21 - 38  |
| 20 Gener 2023 | 20:30 | Montenegro | Vs     | Polònia    | 20 - 27  |
| 20 Gener 2023 | 15:30 | Eslovènia  | Vs     | Espanya    | 26 - 31  |
| 20 Gener 2023 | 18:00 | Iran       | Vs     | França     | 29 - 41  |
| 22 Gener 2023 | 21:00 | Espanya    | Vs     | França     | 26 - 28  |
| 22 Gener 2023 | 15:30 | Montenegro | Vs     | Eslovènia  | 23 - 31  |
| 22 Gener 2023 | 18:00 | Iran       | Vs     | Polònia    | 22 - 26  |

Tots els partits del grup es van disputar al Tauron Arena de Cracòvia

### Grup II
| Posició | Equip    | J | G | E | P | GF  | GC  | DG  | PTS |
| ------- | -------- | - | - | - | - | --- | --- | --- | --- |
| 1       | Suècia   | 5 | 5 | 0 | 0 | 164 | 133 | +31 | 10  |
| 2       | Hongria  | 5 | 3 | 0 | 2 | 148 | 147 | +1  | 6   |
| 3       | Islàndia | 5 | 3 | 0 | 2 | 169 | 158 | +11 | 6   |
| 4       | Portugal | 5 | 2 | 1 | 2 | 146 | 133 | +13 | 5   |
| 5       | Brasil   | 5 | 1 | 1 | 3 | 138 | 151 | -13 | 3   |
| 6       | Cap Verd | 5 | 0 | 0 | 5 | 138 | 181 | -43 | 0   |

###### Resultats
| Data          | Hora  | Partit   | Partit | Partit   | Resultat |
| ------------- | ----- | -------- | ------ | -------- | -------- |
| 18 Gener 2023 | 20:30 | Suècia   | Vs     | Hongria  | 37 - 28  |
| 18 Gener 2023 | 15:30 | Portugal | Vs     | Brasil   | 28 - 28  |
| 18 Gener 2023 | 18:00 | Cap Verd | Vs     | Islàndia | 30 - 40  |
| 20 Gener 2023 | 18:00 | Brasil   | Vs     | Hongria  | 25 - 28  |
| 20 Gener 2023 | 20:30 | Islàndia | Vs     | Suècia   | 30 - 35  |
| 20 Gener 2023 | 15:30 | Cap Verd | Vs     | Portugal | 23 - 35  |
| 22 Gener 2023 | 20:30 | Suècia   | Vs     | Portugal | 32 - 30  |
| 22 Gener 2023 | 18:00 | Brasil   | Vs     | Islàndia | 37 - 41  |
| 22 Gener 2023 | 15:30 | Cap Verd | Vs     | Hongria  | 30 - 42  |

Tots els partits del grup es van jugar al Scandinavium Arena de Goteborg

### Grup III
| Posició | Equip         | J | G | E | P | GF  | GC  | DG  | PTS |
| ------- | ------------- | - | - | - | - | --- | --- | --- | --- |
| 1       | Noruega       | 5 | 5 | 0 | 0 | 148 | 118 | +30 | 10  |
| 2       | Alemanya      | 5 | 4 | 0 | 1 | 163 | 133 | +30 | 8   |
| 3       | Sèrbia        | 5 | 3 | 0 | 2 | 155 | 141 | +14 | 6   |
| 4       | Països Baixos | 5 | 2 | 0 | 3 | 143 | 141 | +2  | 4   |
| 5       | Argentina     | 5 | 1 | 0 | 4 | 107 | 150 | -43 | 2   |
| 6       | Qatar         | 5 | 0 | 0 | 5 | 120 | 153 | -33 | 0   |

###### Resultats
| Data          | Hora  | Partit        | Partit | Partit        | Resultat |
| ------------- | ----- | ------------- | ------ | ------------- | -------- |
| 19 Gener 2023 | 18:00 | Alemanya      | Vs     | Argentina     | 39 - 19  |
| 19 Gener 2023 | 20:30 | Noruega       | Vs     | Sèrbia        | 31 - 28  |
| 19 Gener 2023 | 15:30 | Qatar         | Vs     | Països Baixos | 30 - 32  |
| 21 Gener 2023 | 15:30 | Sèrbia        | Vs     | Argentina     | 28 - 22  |
| 21 Gener 2023 | 20:30 | Països Baixos | Vs     | Alemanya      | 26 - 33  |
| 21 Gener 2023 | 18:00 | Qatar         | Vs     | Noruega       | 17 - 30  |
| 23 Gener 2023 | 20:30 | Alemanya      | Vs     | Noruega       | 26 - 28  |
| 23 Gener 2023 | 18:00 | Sèrbia        | Vs     | Països Baixos | 32 - 30  |
| 23 Gener 2023 | 15:30 | Qatar         | Vs     | Argentina     | 22 - 26  |

Tots els partits del grup es van jugar al complexe de Spodek a Katowice

### Grup IV
| Posició | Equip        | J | G | E | P | GF  | GC  | DG  | PTS |
| ------- | ------------ | - | - | - | - | --- | --- | --- | --- |
| 1       | Dinamarca    | 5 | 4 | 1 | 0 | 174 | 130 | +44 | 9   |
| 2       | Egipte       | 5 | 4 | 0 | 1 | 150 | 118 | +32 | 8   |
| 3       | Croàcia      | 5 | 3 | 1 | 1 | 171 | 143 | +28 | 7   |
| 4       | Bahrain      | 5 | 2 | 0 | 3 | 137 | 160 | -23 | 4   |
| 5       | Estats Units | 5 | 1 | 0 | 4 | 113 | 162 | -49 | 2   |
| 6       | Bèlgica      | 5 | 0 | 0 | 5 | 132 | 164 | -32 | 0   |

###### Resultats
| Data          | Hora  | Partit       | Partit | Partit    | Resultat |
| ------------- | ----- | ------------ | ------ | --------- | -------- |
| 19 Gener 2023 | 18:00 | Egipte       | Vs     | Bèlgica   | 33 - 28  |
| 19 Gener 2023 | 20:30 | Dinamarca    | Vs     | Croàcia   | 32 - 32  |
| 19 Gener 2023 | 15:30 | Estats Units | Vs     | Bahrain   | 27 - 32  |
| 21 Gener 2023 | 18:00 | Croàcia      | Vs     | Bèlgica   | 34 - 26  |
| 21 Gener 2023 | 15:30 | Bahrain      | Vs     | Egipte    | 22 - 26  |
| 21 Gener 2023 | 20:30 | Estats Units | Vs     | Dinamarca | 24 - 33  |
| 23 Gener 2023 | 20:30 | Egipte       | Vs     | Dinamarca | 25 - 30  |
| 23 Gener 2023 | 18:00 | Croàcia      | Vs     | Bahrain   | 43 - 32  |
| 23 Gener 2023 | 15:30 | Estats Units | Vs     | Bèlgica   | 24 - 22  |

Tots els partits del grup es van jugar al Malmo Arena de Malmö

## Ronda Final

### Quadre principal
|  | Quarts de final | Quarts de final |                 |         | Semifinals  | Semifinals  |  |  | Final           | Final |
|  |                 |                 |                 |         |             |             |  |  |                 |       |
|  | 25 gener 20:30h |                 |                 |         |             |             |  |  |                 |       |
|  |                 |                 |                 |         |             |             |  |  |                 |       |
|  | França          | 35              |                 |         |             |             |  |  |                 |       |
|  | França          | 35              | 27 gener 20:30h |         |             |             |  |  |                 |       |
|  | Alemanya        | 28              |                 |         |             |             |  |  |                 |       |
|  | Alemanya        | 28              | França          | 31      |             |             |  |  |                 |       |
|  | 25 gener 20:30h |                 | França          | 31      |             |             |  |  |                 |       |
|  |                 | Suècia          | 26              |         |             |             |  |  |                 |       |
|  | Suècia          | Suècia          | 26              | 26      |             |             |  |  |                 |       |
|  | Suècia          |                 | 29 gener 21:00h | 26      |             |             |  |  |                 |       |
|  | Egipte          | 22              |                 |         |             |             |  |  |                 |       |
|  | Egipte          | 22              | França          | 29      |             |             |  |  |                 |       |
|  | 25 gener 18:00h |                 | França          | 29      |             |             |  |  |                 |       |
|  |                 | Dinamarca       | 34              |         |             |             |  |  |                 |       |
|  | Noruega         | Dinamarca       | 34              | 34      |             |             |  |  |                 |       |
|  | Noruega         | 27 gener 18:00h |                 | 34      |             |             |  |  |                 |       |
|  | Espanya         | 35              |                 |         |             |             |  |  |                 |       |
|  | Espanya         | 35              | Espanya         | 23      | Tercer lloc | Tercer lloc |  |  |                 |       |
|  | 25 gener 18:00h |                 | Espanya         | 23      | Tercer lloc | Tercer lloc |  |  |                 |       |
|  |                 | Dinamarca       | 26              |         |             |             |  |  |                 |       |
|  | Dinamarca       | Dinamarca       | 26              | 40      | Suècia      | 36          |  |  |                 |       |
|  | Dinamarca       |                 |                 | 40      | Suècia      | 36          |  |  |                 |       |
|  | Hongria         | 23              |                 | Espanya | 39          |             |  |  |                 |       |
|  | Hongria         | 23              |                 |         | 39          |             |  |  |                 |       |
|  |                 |                 |                 |         |             |             |  |  | 29 gener 18:00h |       |
|  |                 |                 |                 |         |             |             |  |  |                 |       |

### 5a - 8a posició
| 27 Gener 2023 15:30h | Alemanya | 35 - 34 | Egipte | Tele2 Arena, Estocolm, {{{ciutat}}} |
| 27 Gener 2023 15:30h |          |         |        | Tele2 Arena, Estocolm, {{{ciutat}}} |
| 27 Gener 2023 15:30h |          |         |        | Tele2 Arena, Estocolm, {{{ciutat}}} |

| 27 Gener 2023 18:00h | Noruega | 33 - 25 | Hongria | Tele2 Arena, Estocolm, {{{ciutat}}} |
| 27 Gener 2023 18:00h |         |         |         | Tele2 Arena, Estocolm, {{{ciutat}}} |
| 27 Gener 2023 18:00h |         |         |         | Tele2 Arena, Estocolm, {{{ciutat}}} |

### Partit pel 7è lloc
| 29 Gener 2023 15:30h | Egipte | 36 - 35 | Hongria | Tele2 Arena, Estocolm, {{{ciutat}}} |
| 29 Gener 2023 15:30h |        |         |         | Tele2 Arena, Estocolm, {{{ciutat}}} |
| 29 Gener 2023 15:30h |        |         |         | Tele2 Arena, Estocolm, {{{ciutat}}} |

### Partit pel 5è lloc
| 29 Gener 2023 13:30h | Alemanya | 28 - 24 | Noruega | Tele2 Arena, Estocolm, {{{ciutat}}} |
| 29 Gener 2023 13:30h |          |         |         | Tele2 Arena, Estocolm, {{{ciutat}}} |
| 29 Gener 2023 13:30h |          |         |         | Tele2 Arena, Estocolm, {{{ciutat}}} |

## Màxims golejadors
| Posició | Jugador            | Equip         | Gols |
| ------- | ------------------ | ------------- | ---- |
| 1       | Mathias Gidsel     | Dinamarca     | 60   |
| 2       | Erwin Feuchtmann   | Xile          | 54   |
| 3       | Juri Knorr         | Alemanya      | 53   |
| 4       | Simon Pytlick      | Dinamarca     | 51   |
| 5       | Bjarki Mar Elisson | Islàndia      | 45   |
| 6       | Richárd Bodó       | Hongria       | 44   |
| 6       | Kay Smits          | Països Baixos | 44   |
| 6       | Alex Dujshebaev    | Espanya       | 44   |
| 9       | Mikkel Hansen      | Dinamarca     | 41   |
| 9       | Ali Mohamed        | Egipte        | 41   |
| 11      | Johannes Golla     | Alemanya      | 40   |
| 11      | Ahmad Madadi       | Qatar         | 40   |
| 11      | Eric Johansson     | Suècia        | 40   |
| 14      | Sander Sagosen     | Noruega       | 39   |
| 14      | Sebastian Barthold | Noruega       | 39   |
| 16      | Abdi Ayoub         | Algèria       | 38   |
| 16      | Hampus Wanne       | Suècia        | 38   |

## Classificació Final
| Posició | Equip              |
| ------- | ------------------ |
| 1       | Dinamarca          |
| 2       | França             |
| 3       | Espanya            |
| 4       | Suècia             |
| 5       | Alemanya           |
| 6       | Noruega            |
| 7       | Egipte             |
| 8       | Hongria            |
| 9       | Croàcia            |
| 10      | Eslovènia          |
| 11      | Sèrbia             |
| 12      | Islàndia           |
| 13      | Portugal           |
| 14      | Països Baixos      |
| 15      | Polònia            |
| 16      | Bahrain            |
| 17      | Brasil             |
| 18      | Montenegro         |
| 19      | Argentina          |
| 20      | Estats Units       |
| 21      | Bèlgica            |
| 22      | Qatar              |
| 23      | Cap Verd           |
| 24      | Iran               |
| 25      | Tunísia            |
| 26      | Xile               |
| 27      | Macedònia del Nord |
| 28      | Corea del Sud      |
| 29      | Aràbia Saudita     |
| 30      | Marroc             |
| 31      | Algèria            |
| 32      | Uruguai            |